# カラカサクラゲ
カラカサクラゲ（唐傘水母、学名: Liriope tetraphylla）はヒドロ虫綱オオカラカサクラゲ科のクラゲの一種。先端に胃部を持つ長い口柄が唐傘を連想させるためこの名がついた。学名は「4つ葉のヤブラン」を意味する。
日本各地に生息し、傘径は3-30 mm。ポリプの世代の存在しない終生浮遊性。ゼラチン質は厚く、放射管は4本。環状管より1 - 7本の求心管が出る。触手は8本で細長い。場所によっては大発生して年に数回大量に沿岸に打ち寄せられることがある。